# Erik Vlček
Erik Vlček (Komárno, 29 de diciembre de 1981) es un deportista eslovaco que compite en piragüismo en la modalidad de aguas tranquilas.
Participó en seis Juegos Olímpicos, entre los años 2000 y 2020, obteniendo en total cuatro medallas, plata en Pekín 2008 y Río de Janeiro 2016, y bronce en Atenas 2004 y Tokio 2020. En los Juegos Europeos de Minsk 2019 obtuvo una medalla de bronce en la prueba de K4 500 m.
Ganó 17 medallas en el Campeonato Mundial de Piragüismo entre los años 2001 y 2019, y 21 medallas en el Campeonato Europeo de Piragüismo entre los años 2000 y 2017.

## Palmarés internacional
| Juegos Olímpicos   | Juegos Olímpicos             | Juegos Olímpicos  | Juegos Olímpicos |
| Año                | Lugar                        | Medalla           | Competición      |
| ------------------ | ---------------------------- | ----------------- | ---------------- |
| 2004               | Atenas (Grecia)              | Medalla de bronce | K4 1000 m        |
| 2008               | Pekín (China)                | Medalla de plata  | K4 1000 m        |
| 2016               | Río de Janeiro (Brasil)      | Medalla de plata  | K4 1000 m        |
| 2020               | Tokio (Japón)                | Medalla de bronce | K4 500 m         |
| Campeonato Mundial |                              |                   |                  |
| Año                | Lugar                        | Medalla           | Competición      |
| 2001               | Poznań (Polonia)             | Medalla de bronce | K4 500 m         |
| 2002               | Sevilla (España)             | Medalla de oro    | K4 500 m         |
| 2002               | Sevilla (España)             | Medalla de oro    | K4 1000 m        |
| 2003               | Gainesville (Estados Unidos) | Medalla de oro    | K4 500 m         |
| 2003               | Gainesville (Estados Unidos) | Medalla de oro    | K4 1000 m        |
| 2005               | Zagreb (Croacia)             | Medalla de plata  | K4 1000 m        |
| 2006               | Szeged (Hungría)             | Medalla de oro    | K4 500 m         |
| 2007               | Duisburgo (Alemania)         | Medalla de oro    | K4 500 m         |
| 2007               | Duisburgo (Alemania)         | Medalla de bronce | K4 1000 m        |
| 2009               | Dartmouth (Canadá)           | Medalla de plata  | K4 200 m         |
| 2009               | Dartmouth (Canadá)           | Medalla de bronce | K4 1000 m        |
| 2011               | Szeged (Hungría)             | Medalla de oro    | K2 1000 m        |
| 2014               | Moscú (Rusia)                | Medalla de oro    | K2 1000 m        |
| 2014               | Moscú (Rusia)                | Medalla de oro    | K2 500 m         |
| 2015               | Milán (Italia)               | Medalla de oro    | K4 1000 m        |
| 2018               | Montemor-o-Velho (Portugal)  | Medalla de plata  | K4 1000 m        |
| 2019               | Szeged (Hungría)             | Medalla de bronce | K4 500 m         |
| Juegos Europeos    |                              |                   |                  |
| Año                | Lugar                        | Medalla           | Competición      |
| 2019               | Minsk (Bielorrusia)          | Medalla de bronce | K4 500 m         |
| Campeonato Europeo |                              |                   |                  |
| Año                | Lugar                        | Medalla           | Competición      |
| 2000               | Poznań (Polonia)             | Medalla de plata  | K4 500 m         |
| 2001               | Milán (Italia)               | Medalla de oro    | K4 1000 m        |
| 2001               | Milán (Italia)               | Medalla de plata  | K4 500 m         |
| 2002               | Szeged (Hungría)             | Medalla de oro    | K4 500 m         |
| 2002               | Szeged (Hungría)             | Medalla de oro    | K4 1000 m        |
| 2005               | Poznań (Polonia)             | Medalla de oro    | K4 1000 m        |
| 2006               | Račice (República Checa)     | Medalla de oro    | K4 500 m         |
| 2006               | Račice (República Checa)     | Medalla de oro    | K4 1000 m        |
| 2007               | Pontevedra (España)          | Medalla de oro    | K4 500 m         |
| 2007               | Pontevedra (España)          | Medalla de oro    | K4 1000 m        |
| 2008               | Milán (Italia)               | Medalla de oro    | K4 500 m         |
| 2008               | Milán (Italia)               | Medalla de oro    | K4 1000 m        |
| 2009               | Brandeburgo (Alemania)       | Medalla de plata  | K4 1000 m        |
| 2011               | Belgrado (Serbia)            | Medalla de plata  | K2 500 m         |
| 2012               | Zagreb (Croacia)             | Medalla de bronce | K2 1000 m        |
| 2014               | Brandeburgo (Alemania)       | Medalla de bronce | K2 1000 m        |
| 2015               | Račice (República Checa)     | Medalla de plata  | K2 500 m         |
| 2016               | Moscú (Rusia)                | Medalla de oro    | K4 1000 m        |
| 2016               | Moscú (Rusia)                | Medalla de plata  | K4 500 m         |
| 2017               | Plovdiv (Bulgaria)           | Medalla de plata  | K4 500 m         |
| 2017               | Plovdiv (Bulgaria)           | Medalla de bronce | K4 1000 m        |